# Prêmio Teen Choice de melhor filme cômico
O Prêmio Teen Choice de Melhor Filme – Comédia (em inglês: Teen Choice Award for Choice Movie – Comedy) é um dos prêmios apresentados anualmente pela FOX. O que se segue é uma lista de filmes vencedores e nomeados ao Teen Choice Awards para tal categoria.
- Os vencedores estão em negrito

## Vencedores e nomeados

### 1999
| Ano  | Winner                       | Nominees | Ref.  |
| ---- | ---------------------------- | --- | ----- |
| 1999 | There's Something About Mary | - 10 Things I Hate About You - Election - Never Been Kissed - Patch Adams - Shakespeare in Love - She's All That - The Waterboy | [ 1 ] |

### 2000
| Ano  | Vencedor                                       | Nomeados | Ref.   |
| ---- | ---------------------------------------------- | --- | ------ |
| 2000 | Austin Powers: The Spy Who Shagged Me          | - American Pie - Deuce Bigalow: Male Gigolo - Down to You - Galaxy Quest - High Fidelity - Road Trip - Whatever It Takes                            | [ 2 ]  |
| 2001 | Miss Congeniality                              | - Bring It On - Charlie's Angels - Dude, Where's My Car? - Joe Dirt - Josie and the Pussycats - Meet the Parents - The Wedding Planner              | [ 3 ]  |
| 2002 | American Pie 2                                 | - Not Another Teen Movie - Orange County - The Princess Diaries - Scooby-Doo - Shallow Hal - The Sweetest Thing - Zoolander                         | [ 4 ]  |
| 2003 | Sweet Home Alabama                             | - Anger Management - Bringing Down the House - Head of State - Jackass: The Movie - Kangaroo Jack - The Lizzie McGuire Movie - Malibu's Most Wanted | [ 5 ]  |
| 2004 | Shrek 2                                        | - 13 Going on 30 - 50 First Dates - American Wedding - Elf - Freaky Friday - Mean Girls - School of Rock                                            | [ 6 ]  |
| 2005 | Napoleon Dynamite                              | - Are We There Yet? - Guess Who - Hitch - Kicking & Screaming - The Longest Yard - Meet the Fockers - The Pacifier                                  | [ 7 ]  |
| 2006 | She's the Man                                  | - The Benchwarmers - The Break-Up - Click - Nacho Libre - Scary Movie 4                                                                             | [ 8 ]  |
| 2007 | Knocked Up                                     | - Blades of Glory - Evan Almighty - Night at the Museum - Ocean's Thirteen                                                                          | [ 9 ]  |
| 2008 | Juno                                           | - Baby Mama - College Road Trip - Semi-Pro - Superbad                                                                                               | [ 10 ] |
| 2009 | Night at the Museum: Battle of the Smithsonian | - The Hangover - Land of the Lost - Paul Blart: Mall Cop - Yes Man                                                                                  | [ 11 ] |

### 2010
| Ano  | Vencedor          | Nomeados                                                                                                   | Ref.          |
| ---- | ----------------- | --- | ------------- |
| 2010 | Date Night        | - Get Him to the Greek - Hot Tub Time Machine - Killers - She's Out of My League                           | [ 12 ]        |
| 2011 | Bad Teacher       | - Bridesmaids - Due Date - Little Fockers - The Other Guys                                                 | [ 13 ]        |
| 2012 | 21 Jump Street    | - American Reunion - Crazy, Stupid, Love - The Muppets - What to Expect When You're Expecting              | [ 14 ]        |
| 2013 | Pitch Perfect     | - Identity Thief - The Incredible Burt Wonderstone - Peeples - Warm Bodies                                 | [ 15 ]        |
| 2014 | The Other Woman   | - Anchorman 2: The Legend Continues - Blended - Ride Along - Vampire Academy                               | [ 16 ]        |
| 2015 | Pitch Perfect 2   | - Aloha - The Duff - Dumb and Dumber To - Night at the Museum: Secret of the Tomb - Paul Blart: Mall Cop 2 | [ 17 ]        |
| 2016 | Ride Along 2      | - Barbershop: The Next Cut - The Intern - Mother's Day - Mr. Right - Zoolander 2                           | [ 18 ] [ 19 ] |
| 2017 | Finding Dory      | - Cars 3 - Keeping Up with the Joneses - The Lego Batman Movie - Table 19                                  | [ 20 ]        |
| 2018 | Love, Simon       | - Jumanji: Welcome to the Jungle - I Feel Pretty - Pitch Perfect 3 - Daddy's Home 2 - Overboard            | [ 21 ]        |
| 2019 | Crazy Rich Asians | - Instant Family - Isn't It Romantic - Pokémon Detective Pikachu - The Perfect Date - Little               | [ 22 ]        |